# Pistolerisme
El pistolerisme va ser un fenomen propi dels anys compresos entre el 1918 i el 1923 als Països Catalans. Va ser la confrontació armada entre dos grups socials: empresaris contra obrers, o viceversa. El sector empresarial va contractar pistolers per assassinar líders sindicalistes i així intimidar i aturar les reivindicacions obreres. D'altra banda, els treballadors responien de la mateixa manera, enviant pistolers contra les forces empresarials.

## Pistolerisme patronal
El pistolerisme va tenir una importància especial a Catalunya, on es va produir després de l'espectacular ascens numèric de l'afiliació de treballadors al sindicat de la Confederació Nacional del Treball (CNT) durant 1918 i 1919.
La Federació Patronal, a més d'intentar una política de total intransigència enfront de les demandes obreres, va finançar una onada d'atemptats contra els quadres sindicals.
Les bandes de pistolers van comptar amb la protecció dels governadors civils del moment, el comte de Salvatierra, el general Severiano Martínez Anido i del cap superior de la policia Miguel Arlegui. Fins al 1920 els pistolers, sota el comandament successiu de Manuel Bravo Portillo i el baró de Köning, van actuar amb una relativa independència.
Després, l'aparició dels Sindicats Lliures va significar, a part de la continuació del pistolerisme, un intent de dividir el moviment obrer. Van assassinar, entre molts d'altres, els caps sindicalistes Pau Sabater el 1919, Evelio Boal el 1921 i Salvador Seguí El Noi del Sucre l'any 1923.

## Pistolerisme obrer
Com a reacció, també hi va haver l'actuació de grups terroristes i de pistolers de bàndols pròxims a la CNT el que es va anomenar anarquisme terrorista. Aquests van assassinar, entre d'altres, el mateix Bravo Portillo l'any 1919, el comte de Salvatierra el 1920 i el president del govern Eduardo Dato el 1921.
En conjunt hi va haver a Barcelona 109 atemptats socials l'any 1919 i 304 l'any 1920.
Durant el període republicà del segle XX encara es va produir algun rebrotament del pistolerisme dels Sindicats Lliures, com en el cas de la banda de Francisco Blasco a Badalona.
Es caracteritza per ser un moviment d'acció directa, que consistia en atacs a mà armada contra la burgesia.

## Antecedents històrics
A principis del segle xx, Espanya estava dirigida per una monarquia parlamentària, també coneguda com a règim de la Restauració espanyola, nascuda l'any 1874 després de la fi de la Primera República Espanyola i la Restauració de la monarquia amb Alfons XII. El sistema polític s'organitzava al voltant de l'anomenat turno pacifico, l'alternança dels dos principals partits, liberal i conservador, i la composició dels governs es decidia abans de les eleccions polítiques mitjançant un procés de negociació entre el ministeri de l'Interior, el rei i els caps locals.
L'Estat liberal espanyol es va construir sobre tres elements principals: la monarquia, l'Església catòlica i l'exèrcit. Després de la mort d'Alfons XII el 1885, el seu fill pòstum Alfons XIII esdevingué rei d'Espanya. Va regnar fins al naixement de la Segona República Espanyola el 1931.
En aquella època l'Església va tenir una gran influència en la societat espanyola. Organitzava el sistema educatiu i s'encarregava de diversos hospitals i residències d'avis. Després de l'elecció del papa Lleó XIII el 1878 es produí un escalfament de les relacions entre l'Estat espanyol i l'Església i el 1883 els membres moderats del Partit Catòlic s'incorporaren al Partit Liberal Conservador. Aquest fet va permetre als clergues recuperar el suport dins la burgesia espanyola, que a principis de segle va adquirir més poder i influència en la vida social i política. No obstant això, el món eclesiàstic també va ser un entorn perfecte per a les idees antiliberals i a finals de segle es va crear un moviment catòlic integralista per promoure aquest tipus d'idees.
El tercer baluard del règim va ser l'exèrcit, que a partir de mitjan segle XIX esdevingué l'àrbitre de la vida política. Les autoritats estatals no van aconseguir sotmetre'l al seu control i, com a conseqüència, els soldats van afirmar el seu paper de defensors de l'ordre social. A més, els partits polítics solien mobilitzar l'exèrcit cada vegada que hi havia vagues, desordres civils i manifestacions. Aquesta actitud va augmentar el nombre de xocs socials i va afavorir la percepció que la violència era un instrument disponible per resoldre problemes socials i econòmics.

## Factors de crisi
El pistolerisme va tenir les seves arrels en la crisi del Règim de la Restauració, que des de finals del segle xix va mostrar la seva debilitat per afrontar les transformacions socials i econòmiques de la societat espanyola. La fragilitat de l'Estat espanyol, que va ser conseqüència de factors interns i externs, va produir una creixent inestabilitat social que va provocar l'explosió de la violència.

###### Industrialització i mobilització social
En les últimes dècades del segle XIX Espanya va viure un ràpid procés d'industrialització que va caracteritzar només algunes zones del país, especialment la Catalunya. Molts treballadors es van traslladar de les zones rurals a les grans ciutats com Barcelona, València i Saragossa per trobar feina a les fàbriques.